# Кобринське староство
Кобринське староство - господарсько-адміністративна одиниця в складі ВКЛ XVI-XVIII ст. Центр - м. Кобринь. Дохід в кінці XVI століття становив 11 тисяч злотих. В 30-і роки XVIII ст., завдяки торівельній активності старости, доход зріс до 47 тис. злотих. Половина його - це торгівля збіжжю з Гданськом.
Староства тимчасово надавалися окремим службовим особам або фаворитам на відзначення їх заслуг перед королем. Надання староств на «годування» мало політичний характер. В 1519 отримав Вацлав Костевич, чоловік Ганни Кобринської.  ПІсля його смерті перейшло до столових королівських володінь. В 1549 році отримала у володіння корлева Бона. Після смерті Яна Баторія признано за королевою Ганною Ягелонкою. 

## Ревізії
Ревізія проводилась в 1563 році. 

## Структура
Складалося з волостей:
- Кобринська волость
- Городецька волость

Кожна волость ділилася на війтівства. 

## Старости
- Вацлав Костевич 1519-1532
- Станислав Хвальчевський 1545-
- Станислав Варшицькі -1597